# SN 2006ov
SN 2006ov – supernowa typu II-P odkryta 24 listopada 2006 roku w galaktyce NGC 4303. W momencie odkrycia miała maksymalną jasność 14,90m.